# Merdare
Merdare (cyr. Мердаре) – wieś w Serbii, w okręgu toplickim, w gminie Kuršumlija. W 2011 roku liczyła 151 mieszkańców.